# Шробенхаузен
Шробенхаузен (њем. Schrobenhausen) град је у њемачкој савезној држави Баварска. Једно је од 18 општинских средишта округа Нојбург-Шробенхаузен. Према процјени из 2010. у граду је живјело 16.064 становника. Посједује регионалну шифру (AGS) 9185158.

## Географски и демографски подаци
Шробенхаузен се налази у савезној држави Баварска у округу Нојбург-Шробенхаузен. Град се налази на надморској висини од 409 метара. Површина општине износи 75,3 km². У самом граду је, према процјени из 2010. године, живјело 16.064 становника. Просјечна густина становништва износи 213 становника/km².

## Међународна сарадња
| Мјесто   | Држава               | Врста сарадње | Од    |
| -------- | -------------------- | ------------- | ----- |
| Бриџнорт | Уједињено Краљевство | партнерство   | 1993. |
|          | Француска            | партнерство   | 1986. |
| Перг     | Аустрија             | партнерство   | 1989. |
| Извор    |                      |               |       |